# Eupteryx adornata
Eupteryx adornata är en insektsart som beskrevs av Mitjaev 1998. Eupteryx adornata ingår i släktet Eupteryx och familjen dvärgstritar.
Artens utbredningsområde är Kazakstan. Inga underarter finns listade i Catalogue of Life.